# Milton Nathaniel Barnes

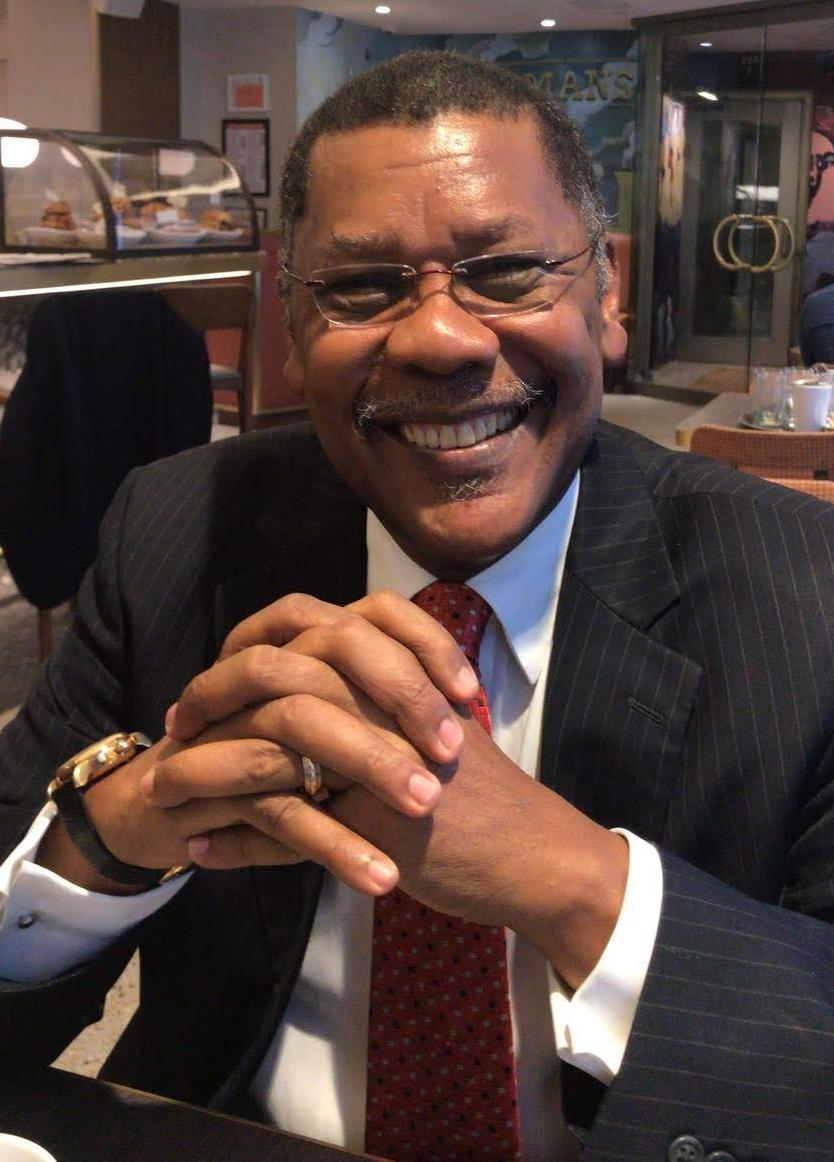
Milton Nathaniel Barnes, 2021

Milton Nathaniel Barnes (* 6. April 1954 in Monrovia) ist ein liberianischer Politiker, Finanzexperte und Liberias Botschafter und ständiger Repräsentant bei den Vereinten Nationen. Er war von 1999 bis 2002 Finanzminister in der Regierung Charles Taylor und nahm 2005 als Kandidat der Liberian Destiny Party (LDP) an der Präsidentschaftswahl teil.

## Leben
Der in Monrovia gebürtige Liberianer Milton Nathaniel Barnes ist das zweite von vier Kindern des liberianischen Staatsbeamten Roland Barnes und Eudora Barnes, einer Lehrerin. Er verbrachte seine Kindheit und Jugend in der Hafenstadt Harper am Cape Palmas. Im Jahr 1972 begann er in der Hauptstadt Monrovia ein Wirtschaftsstudium an der Hochschule von Westafrika. Es folgte ein Praktikum bei einer liberianischen Bank. Ab 1975 lebte Barnes in den USA, beginnend mit einem Studium an der Rider University in Lawrenceville, New Jersey. Nach dem Bachelor-Abschluss (Finanzökonomie) wechselte er 1979 an die Pace University in New York City, wo er einen Master-Abschluss mit Schwerpunkt Finanzen und Bankwesen erwarb.
Barnes begann seine berufliche Laufbahn bei einer amerikanischen Versicherungsunternehmen, arbeitete in den Geschäftsstellen in Des Moines und Philadelphia. Er kehrte im Dezember 1979 nach Liberia zurück und übernahm in Monrovia die Filialabteilung für Schadens- und Unfallversicherungen des Unternehmens. Unmittelbar nach dem Doe-Putsch im Sommer 1980 verließ er mit seiner Frau Dawn das Land und arbeitete 14 Jahre in der Finanzmanagementabteilung bei einem Telekom-Konzern in Nashville.
Im April 1998 kehrte Barnes erneut nach Liberia zurück, wo er als Wirtschaftsanalyst beim Finanzministerium der Taylor-Regierung eingestellt wurde. Schon im März 1999 wurde er zum Generaldirektor des Landesamtes für Soziale Sicherheit und Wohlbefinden (NASSCORP) ernannt. Die von ihm eingeleiteten Reformen erwiesen sich als hoch effizient und verschafften ihm weiteren Respekt in der Taylor-Regierung. Im September wurde Barnes zum Finanzminister ernannt, er behielt diese Position bis Juli 2002.
Bei der Präsidentschaftswahl 2005 war er Kandidat der Liberian Destiny Party (LDP), deren Führung er übernommen hatte. Im ersten Wahlgang am 11. Oktober 2005 erreichte Barnes mit 9.325 Stimmen lediglich 1 % den zwölften Platz in der Rangfolge aller 22 Kandidaten.
Im Mai 2006 wurde M. Nathaniel Barnes von der Präsidentin Ellen Johnson Sirleaf zum Botschafter bei der Ständigen Vertretung der Republik Liberia bei den Vereinten Nationen berufen.